# Friedel Jacobsson
Martin Friedel Jacobsson, ursprungligen Jacobson, född 21 juli 1892 i Anjala, död 6 februari 1918 i Torneå (stupad), var en finländsk jägarmajor och filosofie magister.

## Biografi
Jacobsson var fjärde barnet till sjömansprästen och folkhögskoleinspektören Victor Immanuel Jacobson och Alma Thauvón; en syster kom senare att bli gift med Aleko Lilius. När Jacobsson var liten flyttade familjen till Joensuu, där han studerade vid Joensuus klassiska lyceum. Hans dröm var att bli präst och under studierna hjälptes han av sin morbror, kyrkoherden i Pudasjärvi Emil Thauvón. Jacobsson blev student 1912 och läste sedan till filosofie magister. Han studerade vid lantbruks- och ekonomisektionen vid Helsingfors universitet 1912–1914.
Som många andra blivande finska jägarsoldater begav sig Jacobsson med bland andra Armas Ståhlberg och Sven Weckström till Tyskland. Han ankom till Lockstedter Lager den 25 februari 1915 och placerades vid 1. kompaniet. Senare kommenderades han till preussiska 27. jägarbataljonens 1. kompani. Jacobsson var en av fem jägarsoldater som i förväg kommenderades till högkvarteret i Kaunas på östfronten. Under besöket i Kaunas fick Jacobsson tillfälle att diskutera med generalerna Paul von Hindenburg och Erich Ludendorff. Jacobsson stred bland annat vid floden Misse och kommenderades till Finland den 14 augusti 1916 för att organisera värvning av jägarsoldater. I detta arbete biträddes han av bland andra Kurt Martti Wallenius, Väinö Heikkinen och Lennart Oesch.
Efter värvningsarbetet i Finland begav sig Jacobsson till Sverige för att organisera en fritagning av Sven Weckström från Uleåborgs länsfängelse. Den 5 april 1917 återvände Jacobsson till jägarbataljonen, men kommenderades ånyo till Stockholm den 24 juli för att arbeta under överste Nikolaj Mexmontan. I september återkallades han till Tyskland och deltog 1917 som finsk befälhavare vid artillerikursen i Palanga. Den 10 januari 1918 befordrades Jacobsson till major och samma dag kommenderades han och hans jägarförband till Finland. Jägarna ankom till Torneå den 31 januari och anslöt sig den 2 februari till Nordbottens garnison, med vilken jägarförbandet stred i Kemi. Från Tervola fortsatte trupperna till Rovaniemi, varifrån de skidade tillbaka till Torneå. Jacobsson erhöll befälet över intagningen av Torneå den 5–6 februari. Under striderna hittade Jacobsson liket efter den stupade jägarkaptenen Tauno Juvonen och när han reste sig upp sköts han i huvudet och avled. Efter hans död övertogs befälet av den redan sårade löjtnant Mikko Kohonen.
Jacobsson begravdes den 14 februari i Uleåborg, först i Heikels familjegrav och sedan i stadens hjältegrav. Han var ogift och barnlös.